# Boris Lissounov
Pour les articles homonymes, voir Lissounov.
Boris Pavlovitch Lissounov (en russe : Борис Павлович Лисунов), né le 19 août 1898 à Rassvet, dans le gouvernement de Saratov (Empire russe), et décédé le 3 novembre 1946 en Union soviétique, est un ingénieur aéronautique soviétique.

## Biographie
En novembre 1936, Lissounov visita les usines Douglas Aircraft à Santa Monica en Californie en vue de la production sous licence du Douglas DC-3 en Union soviétique. De novembre 1936 à avril 1939, Lissounov collationna toute la documentation technique relative aux composantes du DC-3, à sa production industrielle et au support technique des appareils en service.
Après son retour en Union soviétique, Lissounov, en collaboration avec Vladimir Miassichtchev, lança un programme de re-motorisation du DC-3 dans le but de produire une version nationale sous licence sous l'appellation Lissounov Li-2.
Le 27 janvier 1938, Lissounov fut nommé directeur de l'Usine d'aviation no 84, près de Moscou. Peu de temps après, il fut toutefois arrêté, victime des Grandes Purges.
Lissounov mourut en 1946.
Il avait reçu l'ordre de Lénine et l'ordre du Drapeau rouge.